# 제4차 라테란 공의회
제4차 라테란 공의회는 교황 인노첸시오 3세가 개최하였다.
이 공의회에서 인노켄티우스 3세는 겔라시우스 이론(양검론)을 언급하며 교황의 권한이 우월함을 선언하여 교권이 절정에 달했다